# 藤沢あやの
藤沢 あやの（ふじさわ あやの、1983年5月18日  - ）は、日本のモデル、女優である。神奈川県出身。エフ・エム・ジー所属。小田原城内高校卒業。既婚。

## 人物
夫は漫画家の藤沢とおる。実姉はレースクイーン・モデルの杉山まどか。
杉山彩乃→杉山あやの→あやのに改名した後、2012年6月、産休からの復帰を機に藤沢あやのに改名した。
2010年10月にブログで入籍を発表。2011年2月20日、第1子となる女児が誕生。
2012年に夫の代表作である『GTO』のドラマ版（2012年リメイク）、2013年にも夫の原作である『仮面ティーチャー』のドラマ版に出演している。
2015年4月30日、第2子となる女児を出産。

## 出演

### テレビ番組
- THE夜もヒッパレ （2001年2月17日、日本テレビ） ゲスト
- WEBアイドル図鑑 （2001年、テレビ朝日） 2期生
- Saku saku （2001年7月30日 - 8月3日、テレビ神奈川） ルージュカーニバルVol.2 with アイントの告知兼ゲスト
- 秘密の爆笑大問題 （2001年10月8日 -、札幌テレビ） 3代目爆笑娘
- 秘密の超爆笑大問題 （札幌テレビ）3代目爆笑娘
- TVおじゃマンボウ （2002年、日本テレビ） ゲスト
- Fascino Girl （2004年7月23日、東京メトロポリタンテレビジョン） ゲスト
- プリインストール（インストール特番）（2004年12月26日、テレビ東京） 女子大生 役
- 映画みようよっ!（カミングスーンTV 局宣）（2005年、スカイパーフェクTV!） 番組MC（洋画版）
- 韓国ケーブルテレビ Mネット 音楽番組局宣（2005年7月 - 2006年7月）
- 晴れ・どきドキ晴れ（2006年9月2日、中部日本放送） メニコンカップ告知
- カンニングのDAI安吉日!（2007年7月23日、BSフジ） DAI☆GO!3　ゲスト
- 朝はビタミン!（2007年8月20日、テレビ東京） メニコンカップメディアキャラバン
- どですか!（2007年8月24日、名古屋テレビ放送） メニコンカップメディアキャラバン
- ぴーかんテレビ（2007年8月30日、東海テレビ放送） メニコンカップメディアキャラバン
- 晴れドキ（2007年9月8日、中部日本放送） メニコンカップメディアキャラバン
- 踊る!さんま御殿!!（2008年2月5日、日本テレビ） ゲスト
- D1 KING!（2008年6月13日、BSフジ） MC
- 情報プレゼンター とくダネ!（2010年10月19日、フジテレビ） 日替わりコーナー「追跡ランクなう」にインタビュー出演
- 解決!ナイナイアンサー（2015年12月29日、日本テレビ） 自宅豪邸を紹介
- あのニュースで得する人損する人（2016年4月14日、日本テレビ） 損得ヒーローズ出演
- ナカイの窓（2016年6月29日、日本テレビ） 有名人の嫁 第4弾 ゲスト
- ご対面バラエティー 7時にあいましょう（2016年9月5日、TBS） ゲスト
- 踊る!さんま御殿!!（2023年5月16日、日本テレビ） ゲスト

### テレビドラマ
- 怖い日曜日〜2000〜 第10回（2000年、日本テレビ）
- 十三夜～霊界からの招待状～ 第2夜 コックリさん（2001年、KBS京都・テレビ神奈川）- 真弓 役
- 仮面ライダー龍騎（2002年 - 2003年、テレビ朝日） - 神崎優衣 役
- Sh15uya Face.05（2005年、テレビ朝日） - ファーストフード店長 役
- 医龍 -Team Medical Dragon2- 第6話（2007年、フジテレビ） - ナース 役
- GTO（2012年リメイク） （2012年、関西テレビ） - 白鳥あやめ 役
  - GTO 秋も鬼暴れスペシャル（2012年10月2日）
  - GTO 正月スペシャル! 冬休みも熱血授業だ（2013年1月2日）
  - GTO 完結編 〜さらば鬼塚! 卒業スペシャル〜（2013年4月2日）
  - GTO （第2期） （2014年7月 - 9月） - 向井優美 役
- 仮面ティーチャー（2013年、日本テレビ） - 本田あゆみ 役

### 映画
- 劇場版 仮面ライダー龍騎 EPISODE FINAL（2002年8月17日、監督：田﨑竜太） - 神崎優衣 役
- 夏音 -Caonne（2006年、監督：IZAM） - 松本夏音/松本優子 役（二役・主演）
- 劇場版 仮面ティーチャー（2014年2月22日、監督：守屋健太郎） - 本田あゆみ 役

### CM
- ナムコ　テイルズ オブ ファンタジア なりきりダンジョン（2000年） 女神役
- ヤマダ電機『新生活応援フェア』（2001年）
- マクドナルド（2001年）
- メニコン（2002年 - 2008年）2003年から星井七瀬と共演
- ほっかほっか亭『から揚増量キャンペーン』（2004年）
- 丸井『スパークリングセール』（2004年）
- JA宮崎『サンA』（2005年）
- ケンタッキーフライドチキン『6ピース930円「ありがとうの唄」篇』（2006年2月9日 - ）
- グンゼ『flaty』（2006年5月 - ）
- DELL『DELLコンピューター Inspiron 6400』（2006年6月 - ）
- NTT西日本『DENPO 2006』（2006年9月 - ） 姉・亜美役（市川由衣らと共演）
- ソニー サイバーショット 『誕生と結婚篇』（2006年11月15日 - ） 新婦役（霧島れいか、山中愛莉、郡山博文、工藤信宏らと共演）
- Honda Cars 静岡　（2008年10月 - ）
- Honda Cars 福岡　（2008年10月、ニューモデル体感フェア）
- アサヒフードアンドヘルスケア『ディアナチュラ』（2013年） 井川遥らと共演
- 花王 アタックNeo抗菌EX Wパワー 『W沢村さん篇』（2014年） 沢村一樹と共演
- ケンタッキーフライドチキン『「パーティバーレル 早期予約特典」篇』（2014年）

### ラジオ番組
- メニコンマンスリーマガジン（2004年3月26日、TOKYO FM） ゲスト
- fascino time（現：FASCINO GIRL）（2004年4月 - 2004年10月、全国FM局約36局、CS放送ミュージックバードch コミュニティー3、有線放送キャンシステム東京シーサイドエリア） 初代パーソナリティ
- Menicon Music Triangle（2007年5月11日、FM AICHI） ゲスト
- パラダイス・ビート（2007年8月24日、FM AICHI） メニコンカップメディアキャラバン

### ポスター・スチール
- ニッセン
- 千趣会
- ヤマハ音楽教室
- 花王 LUSCAショッピングセンター - イメージモデル

### 雑誌
- SEDA/Vingtaine/With
- 美的
- Can Cam
- non-no
- more
- anan

### ゲーム
- イースI・IIエターナルストーリー （2003年 デジキューブ）声の出演 ジャンヌ 役

## 書籍

### 写真集
- aya-on （2002年8月20日発売 ぶんか社）
- 東映特撮ヒロイン写真集PINK （2004年9月30日発売 徳間書店） 神崎優衣としての掲載

## 音楽

### アルバム
- 仮面ライダー龍騎ソングコレクション （2002年10月17日発売 エイベックス）
  - 「INORI」を収録。
- 仮面ライダー龍騎コンプリートCD-BOX （2003年2月26日発売 エイベックス）
  - 「INORI」を収録。